# 2020-as Formula–1 magyar nagydíj
A magyar nagydíj volt a 2020-as Formula–1 világbajnokság harmadik futama, amelyet 2020. július 17. és július 19. között rendeztek meg a Hungaroringen, Mogyoródon.

## Választható keverékek
| Abroncs              | Friss | Használt |
| -------------------- | ----- | -------- |
| Kemény keverék (C2)  |       |          |
| Közepes keverék (C3) |       |          |
| Lágy keverék (C4)    |       |          |
| Átmeneti esőgumi (I) |       |          |
| Teljes esőgumi (W)   |       |          |

## Szabadedzések

### Első szabadedzés
A magyar nagydíj első szabadedzését július 17-én, pénteken délelőtt tartották, magyar idő szerint 11:00-tól.
| helyezés | versenyző          | csapat/motor          | elért idő  | különbség | futott kör |
| -------- | ------------------ | --------------------- | ---------- | --------- | ---------- |
| 1        | Lewis Hamilton     | Mercedes              | 1:16,003   | −         | 37         |
| 2        | Valtteri Bottas    | Mercedes              | 1:16,089   | +0,086    | 37         |
| 3        | Sergio Pérez       | Racing Point-Mercedes | 1:16,530   | +0,527    | 20         |
| 4        | Lance Stroll       | Racing Point-Mercedes | 1:16,967   | +0,964    | 35         |
| 5        | Daniel Ricciardo   | Renault               | 1:17,200   | +1,197    | 28         |
| 6        | Sebastian Vettel   | Ferrari               | 1:17,238   | +1,235    | 26         |
| 7        | Charles Leclerc    | Ferrari               | 1:17,404   | +1,401    | 29         |
| 8        | Max Verstappen     | Red Bull-Honda        | 1:17,435   | +1,432    | 28         |
| 9        | Lando Norris       | McLaren-Renault       | 1:17,523   | +1,520    | 26         |
| 10       | Esteban Ocon       | Renault               | 1:17,615   | +1,612    | 35         |
| 11       | Carlos Sainz Jr.   | McLaren-Renault       | 1:17,675   | +1,672    | 32         |
| 12       | Kevin Magnussen    | Haas-Ferrari          | 1:17,713   | +1,710    | 35         |
| 13       | Alexander Albon    | Red Bull-Honda        | 1:17,727   | +1,724    | 28         |
| 14       | Romain Grosjean    | Haas-Ferrari          | 1:17,890   | +1,887    | 35         |
| 15       | Nicholas Latifi    | Williams-Mercedes     | 1:17,969   | +1,966    | 31         |
| 16       | Danyiil Kvjat      | AlphaTauri-Honda      | 1:18,292   | +2,289    | 35         |
| 17       | Antonio Giovinazzi | Alfa Romeo-Ferrari    | 1:18,425   | +2,422    | 30         |
| 18       | George Russell     | Williams-Mercedes     | 1:18,574   | +2,571    | 29         |
| 19       | Robert Kubica      | Alfa Romeo-Ferrari    | 1:19,150   | +3,147    | 26         |
| 20       | Pierre Gasly       | AlphaTauri-Honda      | idő nélkül | –         | 0          |

### Második szabadedzés
A magyar nagydíj második szabadedzését július 17-én, pénteken délután tartották, magyar idő szerint 15:00-tól, esős körülmények között.
| helyezés | versenyző          | csapat/motor          | elért idő  | különbség | futott kör |
| -------- | ------------------ | --------------------- | ---------- | --------- | ---------- |
| 1        | Sebastian Vettel   | Ferrari               | 1:40,464   | −         | 12         |
| 2        | Valtteri Bottas    | Mercedes              | 1:40,736   | +0,272    | 5          |
| 3        | Carlos Sainz Jr.   | McLaren-Renault       | 1:41,784   | +1,320    | 6          |
| 4        | Lance Stroll       | Racing Point-Mercedes | 1:42,380   | +1,916    | 6          |
| 5        | Sergio Pérez       | Racing Point-Mercedes | 1:42,470   | +2,006    | 5          |
| 6        | Pierre Gasly       | AlphaTauri-Honda      | 1:42,588   | +2,124    | 7          |
| 7        | Max Verstappen     | Red Bull-Honda        | 1:42,820   | +2,356    | 4          |
| 8        | Romain Grosjean    | Haas-Ferrari          | 1:43,335   | +2,871    | 6          |
| 9        | Kimi Räikkönen     | Alfa Romeo-Ferrari    | 1:43,471   | +3,007    | 16         |
| 10       | Charles Leclerc    | Ferrari               | 1:43,725   | +3,261    | 10         |
| 11       | Antonio Giovinazzi | Alfa Romeo-Ferrari    | 1:44,411   | +3,947    | 9          |
| 12       | Lando Norris       | McLaren-Renault       | 1:46,000   | +5,536    | 5          |
| 13       | Danyiil Kvjat      | AlphaTauri-Honda      | 1:47,422   | +6,958    | 7          |
| 14       | Esteban Ocon       | Renault               | idő nélkül | –         | 1          |
| 15       | Daniel Ricciardo   | Renault               | idő nélkül | –         | 1          |
| 16       | Lewis Hamilton     | Mercedes              | idő nélkül | –         | 1          |
| 17       | Nicholas Latifi    | Williams-Mercedes     | idő nélkül | –         | 2          |
| 18       | George Russell     | Williams-Mercedes     | idő nélkül | –         | 2          |
| 19       | Alexander Albon    | Red Bull-Honda        | idő nélkül | –         | 3          |
| 20       | Kevin Magnussen    | Haas-Ferrari          | idő nélkül | –         | 1          |

### Harmadik szabadedzés
A magyar nagydíj harmadik szabadedzését július 18-án, szombaton délelőtt tartották, magyar idő szerint 12:00-tól.
| helyezés | versenyző          | csapat/motor          | elért idő | különbség | futott kör |
| -------- | ------------------ | --------------------- | --------- | --------- | ---------- |
| 1        | Valtteri Bottas    | Mercedes              | 1:15,437  | −         | 18         |
| 2        | Lewis Hamilton     | Mercedes              | 1:15,479  | +0,042    | 20         |
| 3        | Sergio Pérez       | Racing Point-Mercedes | 1:15,598  | +0,161    | 16         |
| 4        | Charles Leclerc    | Ferrari               | 1:15,781  | +0,344    | 19         |
| 5        | Lance Stroll       | Racing Point-Mercedes | 1:16,033  | +0,596    | 15         |
| 6        | Max Verstappen     | Red Bull-Honda        | 1:16,084  | +0,647    | 18         |
| 7        | Lando Norris       | McLaren-Renault       | 1:16,193  | +0,756    | 18         |
| 8        | Sebastian Vettel   | Ferrari               | 1:16,351  | +0,914    | 18         |
| 9        | Pierre Gasly       | AlphaTauri-Honda      | 1:16,453  | +1,016    | 20         |
| 10       | Daniel Ricciardo   | Renault               | 1:16,508  | +1,071    | 14         |
| 11       | Carlos Sainz Jr.   | McLaren-Renault       | 1:16,545  | +1,108    | 21         |
| 12       | Alexander Albon    | Red Bull-Honda        | 1:16,582  | +1,145    | 19         |
| 13       | Esteban Ocon       | Renault               | 1:16,706  | +1,269    | 20         |
| 14       | George Russell     | Williams-Mercedes     | 1:16,847  | +1,410    | 23         |
| 15       | Romain Grosjean    | Haas-Ferrari          | 1:16,866  | +1,429    | 15         |
| 16       | Kevin Magnussen    | Haas-Ferrari          | 1:17,086  | +1,649    | 14         |
| 17       | Danyiil Kvjat      | AlphaTauri-Honda      | 1:17,292  | +1,855    | 15         |
| 18       | Antonio Giovinazzi | Alfa Romeo-Ferrari    | 1:17,496  | +2,059    | 20         |
| 19       | Kimi Räikkönen     | Alfa Romeo-Ferrari    | 1:17,527  | +2,090    | 25         |
| 20       | Nicholas Latifi    | Williams-Mercedes     | 1:17,650  | +2,213    | 17         |

## Időmérő edzés
A magyar nagydíj időmérő edzését július 18-án, szombaton délután futották, magyar idő szerint 15:00-tól.
| helyezés              | rajtszám | versenyző          | csapat/motor          | 1. rész  | 2. rész  | 3. rész    | rajthely | futott kör |
| --------------------- | -------- | ------------------ | --------------------- | -------- | -------- | ---------- | -------- | ---------- |
| 1                     | 44       | Lewis Hamilton     | Mercedes              | 1:14,907 | 1:14,261 | 1:13,447   | 1        | 22         |
| 2                     | 77       | Valtteri Bottas    | Mercedes              | 1:15,474 | 1:14,530 | 1:13,554   | 2        | 20         |
| 3                     | 18       | Lance Stroll       | Racing Point-Mercedes | 1:14,895 | 1:15,176 | 1:14,377   | 3        | 22         |
| 4                     | 11       | Sergio Pérez       | Racing Point-Mercedes | 1:14,681 | 1:15,394 | 1:14,545   | 4        | 22         |
| 5                     | 5        | Sebastian Vettel   | Ferrari               | 1:15,455 | 1:15,131 | 1:14,774   | 5        | 20         |
| 6                     | 16       | Charles Leclerc    | Ferrari               | 1:15,793 | 1:15,006 | 1:14,817   | 6        | 20         |
| 7                     | 33       | Max Verstappen     | Red Bull-Honda        | 1:15,495 | 1:14,976 | 1:14,849   | 7        | 21         |
| 8                     | 4        | Lando Norris       | McLaren-Renault       | 1:15,444 | 1:15,085 | 1:14,966   | 8        | 20         |
| 9                     | 55       | Carlos Sainz Jr.   | McLaren-Renault       | 1:15,281 | 1:15,267 | 1:15,027   | 9        | 21         |
| 10                    | 10       | Pierre Gasly       | AlphaTauri-Honda      | 1:15,767 | 1:15,508 | idő nélkül | 10       | 14         |
| 11                    | 3        | Daniel Ricciardo   | Renault               | 1:15,848 | 1:15,661 |            | 11       | 14         |
| 12                    | 63       | George Russell     | Williams-Mercedes     | 1:15,585 | 1:15,698 |            | 12       | 14         |
| 13                    | 23       | Alexander Albon    | Red Bull-Honda        | 1:15,722 | 1:15,715 |            | 13       | 16         |
| 14                    | 31       | Esteban Ocon       | Renault               | 1:15,719 | 1:15,742 |            | 14       | 14         |
| 15                    | 6        | Nicholas Latifi    | Williams-Mercedes     | 1:16,105 | 1:16,544 |            | 15       | 14         |
| 16                    | 20       | Kevin Magnussen    | Haas-Ferrari          | 1:16,152 |          |            | 16       | 9          |
| 17                    | 26       | Danyiil Kvjat      | AlphaTauri-Honda      | 1:16,204 |          |            | 17       | 9          |
| 18                    | 8        | Romain Grosjean    | Haas-Ferrari          | 1:16,407 |          |            | 18       | 8          |
| 19                    | 99       | Antonio Giovinazzi | Alfa Romeo-Ferrari    | 1:16,506 |          |            | 19       | 12         |
| 20                    | 7        | Kimi Räikkönen     | Alfa Romeo-Ferrari    | 1:16,614 |          |            | 20       | 12         |
| 107%-os idő: 1:19,908 |          |                    |                       |          |          |            |          |            |

## Futam
A magyar nagydíj futama július 19-én, vasárnap rajtolt, magyar idő szerint 15:10-kor.
| helyezés | rajtszám | versenyző          | csapat/motor          | futott kör | idő/kiesés oka | rajthely | abroncs | pont  |
| -------- | -------- | ------------------ | --------------------- | ---------- | -------------- | -------- | ------- | ----- |
| 1        | 44       | Lewis Hamilton     | Mercedes              | 70         | 1:36:12,473    | 1        |         | 26[1] |
| 2        | 33       | Max Verstappen     | Red Bull-Honda        | 70         | +8,702         | 7        |         | 18    |
| 3        | 77       | Valtteri Bottas    | Mercedes              | 70         | +9,452         | 2        |         | 15    |
| 4        | 18       | Lance Stroll       | Racing Point-Mercedes | 70         | +57,579        | 3        |         | 12    |
| 5        | 23       | Alexander Albon    | Red Bull-Honda        | 70         | +1:18,316      | 13       |         | 10    |
| 6        | 5        | Sebastian Vettel   | Ferrari               | 69         | +1 kör         | 5        |         | 8     |
| 7        | 11       | Sergio Pérez       | Racing Point-Mercedes | 69         | +1 kör         | 4        |         | 6     |
| 8        | 3        | Daniel Ricciardo   | Renault               | 69         | +1 kör         | 11       |         | 4     |
| 9        | 55       | Carlos Sainz Jr.   | McLaren-Renault       | 69         | +1 kör         | 9        |         | 2     |
| 10[2]    | 20       | Kevin Magnussen    | Haas-Ferrari          | 69         | +1 kör         | 16       |         | 1     |
| 11       | 16       | Charles Leclerc    | Ferrari               | 69         | +1 kör         | 6        |         |       |
| 12       | 26       | Danyiil Kvjat      | AlphaTauri-Honda      | 69         | +1 kör         | 17       |         |       |
| 13       | 4        | Lando Norris       | McLaren-Renault       | 69         | +1 kör         | 8        |         |       |
| 14       | 31       | Esteban Ocon       | Renault               | 69         | +1 kör         | 14       |         |       |
| 15       | 7        | Kimi Räikkönen     | Alfa Romeo-Ferrari    | 69         | +1 kör         | 20       |         |       |
| 16[2]    | 8        | Romain Grosjean    | Haas-Ferrari          | 69         | +1 kör         | 18       |         |       |
| 17       | 99       | Antonio Giovinazzi | Alfa Romeo-Ferrari    | 69         | +1 kör         | 19       |         |       |
| 18       | 63       | George Russell     | Williams-Mercedes     | 69         | +1 kör         | 12       |         |       |
| 19       | 6        | Nicholas Latifi    | Williams-Mercedes     | 65         | +5 kör         | 15       |         |       |
| ki       | 10       | Pierre Gasly       | AlphaTauri-Honda      | 15         | erőforrás      | 10       |         |       |

Megjegyzés:
- ↑ 1:  — Lewis Hamilton a helyezéséért járó pontok mellett a versenyben futott leggyorsabb körért további 1 pontot szerzett.
- ↑ 2:  — Kevin Magnussen a 9., Romain Grosjean a 15. helyen ért célba eredetileg, ám mindketten szabálytalanul vettek igénybe külső segítséget a felvezető körükön, így utólag mindketten 10-10 másodperces időbüntetést kaptak. Magnussen ezzel a 10., Grosjean pedig a 16. pozícióba csúszott vissza.[3]

## A világbajnokság állása a verseny után
| H   | Versenyzők       | Pont | H   | Konstruktőrök         | Pont |
| --- | ---------------- | ---- | --- | --------------------- | ---- |
| 1.  | Lewis Hamilton   | 63   | 1.  | Mercedes              | 121  |
| 2.  | Valtteri Bottas  | 58   | 2.  | Red Bull-Honda        | 55   |
| 3.  | Max Verstappen   | 33   | 3.  | McLaren-Renault       | 41   |
| 4.  | Lando Norris     | 26   | 4.  | Racing Point-Mercedes | 40   |
| 5.  | Alexander Albon  | 22   | 5.  | Ferrari               | 27   |
| 6.  | Sergio Pérez     | 22   | 6.  | Renault               | 12   |
| 7.  | Charles Leclerc  | 18   | 7.  | AlphaTauri-Honda      | 7    |
| 8.  | Lance Stroll     | 18   | 8.  | Alfa Romeo-Ferrari    | 2    |
| 9.  | Carlos Sainz Jr. | 15   | 9.  | Haas-Ferrari          | 1    |
| 10. | Sebastian Vettel | 9    | 10. | Williams-Mercedes     | 0    |

(A teljes táblázat)

## Statisztikák
- Vezető helyen:
  - Lewis Hamilton: 69 kör (1-3 és 5-70)
  - Max Verstappen: 1 kör (4)
- Lewis Hamilton 90. pole-pozíciója, 48. versenyben futott leggyorsabb köre és 86. futamgyőzelme, ezzel pedig 16. mesterhármasa.
- A Mercedes 105. futamgyőzelme.
- Lewis Hamilton 153., Max Verstappen 33., Valtteri Bottas 48. dobogós helyezése.
- Lewis Hamilton 8. futamgyőzelmét aratta a magyar nagydíjak történetében, ezzel beállította Michael Schumacher vonatkozó rekordját az egy futamon aratott legtöbb győzelem tekintetében.[4]